# Castillo de Benedormiens
El Castillo de Benedormiens  o Castillo de Castillo de Aro es un monumento histórico del municipio de Castillo de Aro, perteneciente a comarca catalana del Bajo Ampurdán en la provincia de Gerona declarado Bien cultural de interés nacional.

## Historia
El castillo de Benedormiens está situado junto a la  iglesia parroquial de Castillo de Aro en la parte alta del pueblo y es fruto de numerosas restauraciones que han alterado notablemente su fisonomía originaria. La parte más antigua se conserva adosada en el lado este, situado junto al templo, y al oeste. Son restos de época medieval (siglos XII-XIII) aunque el resto del edificio esté totalmente alterado. 
El primer documento en el que se menciona el castillo llamado de Benedormiens (« castrum appelatum Benedormiens») data del año 1041 y hace referencia a una reunión celebrada para decidir el futuro de dicho castillo recién construido con el fin de proteger el territorio del valle de Aro del peligro de invasiones sarracenas. Participaban la condesa  Ermessenda, viuda del conde Ramón Borrell, el obispo Pere Roger de Gerona, el abad Landrid del monasterio de Sant Feliu de Guíxols, Gaufred Vidal y su esposa, señores de Pals y se reunieron en la iglesia de Santa Cristina del Valle de Aro. El castillo se cedió, no a un laico sino al monasterio de Sant Feliu de Guíxols junto con diezmos de la parroquia de Santa Cristina y de la zona del castillo. 
El 1099 se documenta que el abad de Sant Feliu de Guíxols cedió el castillo a Ramon Gaufred, miembro de la familia de los señores de Pals. En 1197, el abad de Sant Feliu dio la posesión del castillo a Guerau de Lledó a cambio de juramento de homenaje. Después del siglo XII se deja de tener noticias de 'Benedormiens' '. Desde el siglo XIII, aparece el nombre de «castrum de ARED» que también encontramos el siglo XIV en un documento de Pedro el Ceremonioso que en 1372 vendió el derecho del Castell de Aro. El censo (1359 o 1381) daba 73 fuegos en Castillo de Aro. 
El 1462, durante la guerra de los Remensas, el castillo fue incendiado, sufriendo importantes destrozos y entrando en franca decadencia. Durante el siglo XVII, Castillo de Aro ya no pertenece al monasterio de Sant Feliu de Guíxols y pasa a depender de la corona, formando la alcaldía real del Valle de Aro. En 1879 hubo un incendio fortuito que debió afectar considerablemente una buena parte del edificio. El actual castillo es una construcción de notables dimensiones resultado de la restauración iniciada en 1970 Es propiedad municipal.

## Arquitectura

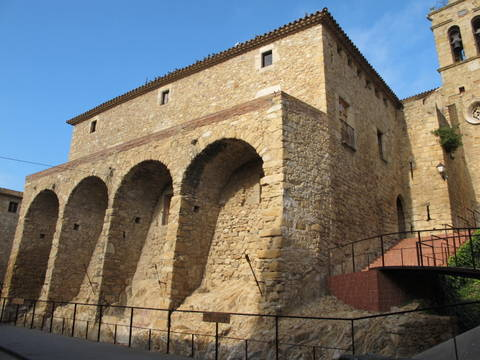
Castillo de Benedormiens (2013).

En el lado este destaca el gran portal de medio punto adovelado, de donde sale en dirección hacia la iglesia hasta llegado a la puerta del campanario de esta, un muro que presenta cinco  aspilleras estrechas, una tocada por arma de fuego, y casi todas situadas en la parte inferior del muro. En la parte alta hay una ventana gótica trilobulada. Este muro conserva en su cara interna el arranque de dos  arcos apuntados, como si hubiera habido una  nave paralela. Junto al portal adintelado, el muro gira en ángulo recto y presenta dos  aspilleras estrechas distribuidas a diferentes alturas. La fachada donde está ubicado el portal presenta varias aspilleras distribuidas a diferentes alturas, una ventana y un balcón con dintel adintelada. La fachada termina con una galería y debajo de esta encontramos una hilera de aspilleras. La ventana, la galería y el balcón corresponden a una reforma posterior del edificio que se puede observar claramente en el cambio del paramento que hasta bajo la ventana era de sillares regulares de piedra más o menos rectangulares y que a partir de este punto está construido de piedras irregulares. El lado sur presenta una fachada con tres salidas a la azotea, que fue construida añadiendo cuatro grandes bóvedas en el edificio, y tres ventanas también con dintel encima de las puertas. 
El pasillo está cubierto con bóveda de cañón. Tiene una arcada de medio punto y dovelas bien cortadas y da acceso al patio. Desde el patio se tiene acceso a la entrada del edificio, este sector ha sido totalmente reformado. En el lado este hay muros antiguos construidos sobre la roca que conservan aspilleras en la parte inferior. La torre que hay en este lado está totalmente rehecha y cuesta distinguir las partes más antiguas. Los paramentos más antiguos pueden datar de los siglos XII XIV con reformas posiblemente de los siglos XVI-XVII. La restauración de los años 1970 dañó el aspecto originario de este edificio.